# Cuenca de Arauco

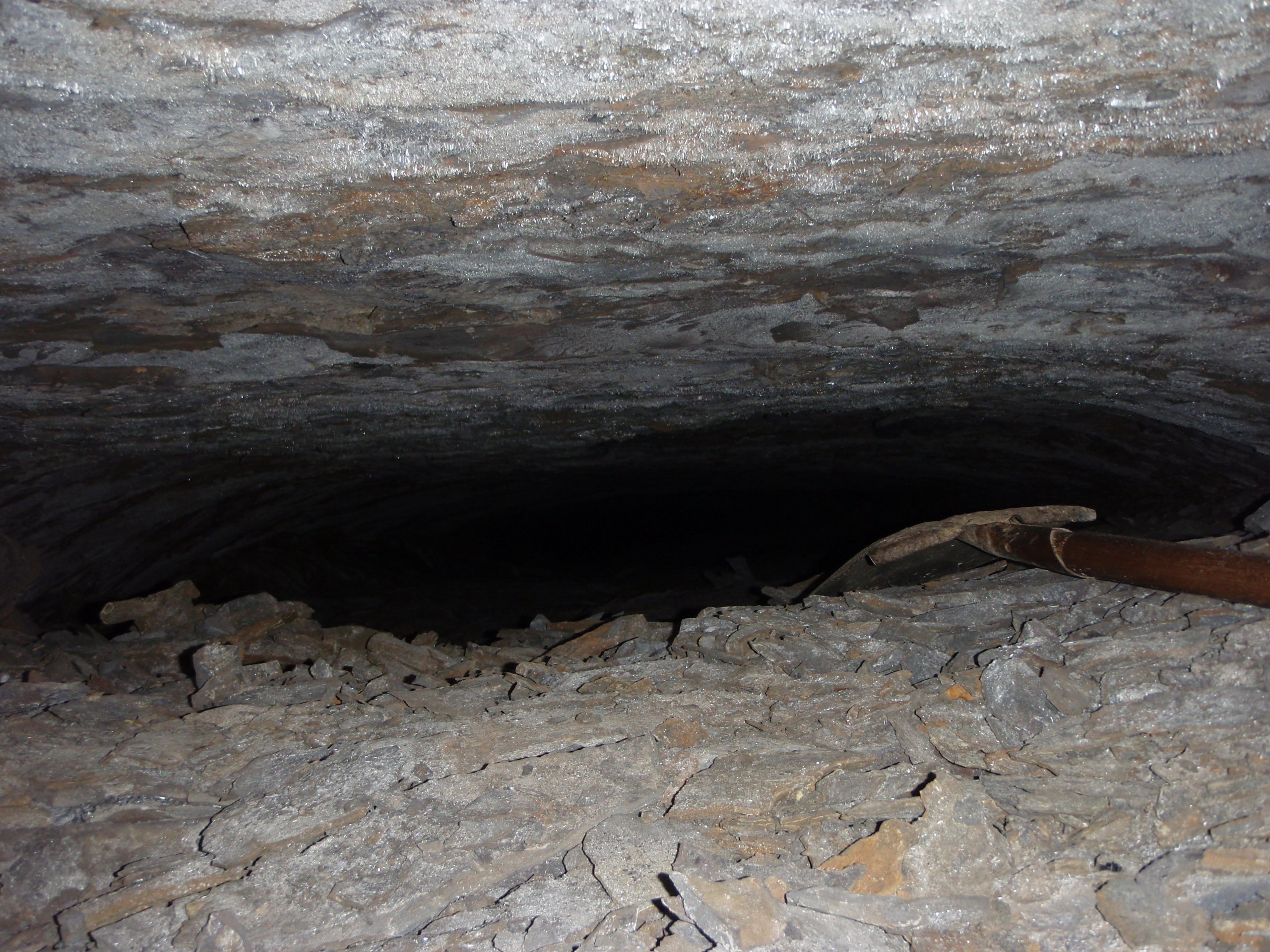
Manto de carbón mineral al interior de la mina Chiflón del Diablo, en la cuenca de Arauco.

La cuenca de Arauco es una cuenca sedimentaria en el centro-sur de Chile. En el contexto de la tectónica de placas se clasifica como una cuenca de antearco. La cuenca tiene un área aproximada de 8 000 km² y, en sus partes más profundas, la superficie de su relleno sedimentario alcanza los 200 metros bajo el nivel del mar, y se desarrolla entre la vertiente occidental de la cordillera de Nahuelbuta y el límite externo de la plataforma submarina, incluyendo la extensión que se encuentra bajo las aguas del golfo de Arauco, entre las ciudades de Concepción y Cañete. La cuenca se interpreta como parte de una parte elevada de la plataforma continental. Al oeste limita con un prisma de acreción activo que se encuentra junto a la fosa de Perú-Chile y al este limita con un basamento metamórfico que representa un complejo de acreción fósil del Paleozoico que ha sido invadido por el batolito costero de Chile central.
Tradicionalmente, la cuenca se ha considerado el corazón de la minería del carbón en Chile, aunque la actividad minera a gran escala en la cuenca de Arauco terminó en la década de 1990. Dada la alta densidad de fallas geológicas que han desplazado los lechos de carbón y la naturaleza delgada de estas (con menos de un metro de espesor), la actividad minera en la cuenca de Arauco ha demostrado ser difícil de mecanizar.

## Estratigrafía
El relleno sedimentario tiene un espesor máximo de aproximadamente 2000 metros. Partes de la cuenca se encuentran en tierra firme en la península de Arauco, en la región del Biobío, donde están expuestas rocas carboníferas del Eoceno de origen marino y continental y del Eoceno. Sobre estas rocas y hacia el centro de la península existen rocas sedimentarias del Mioceno y Plioceno. Hacia el este surgen rocas sedimentarias del Cretácico. Las formaciones sedimentarias definidas en la cuenca de Arauco incluyen: 
| Nombre               | Nombre                | Ambiente             | Edad                   | Litología                                         |
| -------------------- | --------------------- | -------------------- | ---------------------- | ------------------------------------------------- |
| Formación Tubul      | Formación Tubul       | Marino               | Plioceno               | Arenisca, limolita                                |
| Formación Ránquil    | Formación Ránquil     | Marino               | Mioceno- Plioceno      | Conglomerado, arenisca, limolita, pizarra         |
| Grupo Lebu           | Formación Millongue   | Marino y continental | Eoceno                 | Pizarra, limolita                                 |
| Grupo Lebu           | Formación Trihueco    | Marino y continental | Eoceno                 | Arenisca, pizarra, carbón                         |
| Grupo Lebu           | Formación Boca Lebu   | Marino               | Eoceno                 | Limolita calcárea y arcillosa, arenisca           |
| Grupo Lebu           | Formación Curanilahue | Marino y continental | Paleoceno              | Arenisca maciza, carbón, arenisca rica en arcilla |
| Formación Quiriquina | Formación Quiriquina  | Marino               | Maastrichtiense tardío | Arenisca, conglomerado                            |

La formación Tubul, del Plioceno, es la formación más antigua de la cuenca que no se ha plegado. Se encuentra en una discordancia que atraviesa todas las demás formaciones de la cuenca. En la actualidad, alcanza los 100 metros sobre el nivel del mar en algunos lugares y está diseccionada por una serie de pequeños valles. La base de la formación Ránquil es la llamada "discordancia principal" que se cree que se formó por erosión durante un período de inversión tectónica.

## Evolución tectónica
Se ha propuesto un modelo de evolución de tres etapas para la cuenca de Arauco. Primero una fase de extensión en el Cretácico Superior y el Paleógeno. Luego, una inversión de la cuenca que se prolongó desde el Eoceno medio hasta el Mioceno provocando el levantamiento y la erosión que crearon la "discordancia principal" y finalmente una fase de postinversión de fallas de deslizamiento en el Plioceno y Pleistoceno. Se cree que la subducción de la zona de fractura de isla Mocha debajo de la cuenca que comenzó hace unos 3,6 millones de años causó el levantamiento de la cuenca más una mayor inversión y contracción tectónica.